# 1924年シャモニー・モンブランオリンピックのオーストリア選手団
1924年シャモニー・モンブランオリンピックのオーストリア選手団（1924ねんシャモニー・モンブランオリンピックのオーストリアせんしゅだん）は、1924年1月25日から2月5日までフランスのシャモニーで開催された1924年シャモニー・モンブランオリンピックのオーストリア選手団、およびその競技結果。

## 概要
今大会は金メダル2個、銀メダル1個の合計3個のメダルを獲得した。
フィギュアスケートの女子シングルでは、ヘルマ・サボーが女子シングルで金メダルを獲得、ヘレーネ・エンゲルマン＆アルフレート・ベルガー組がペアで金メダルを獲得した。オリンピックのフィギュアスケート競技は、夏季オリンピックの1908年ロンドンオリンピックと1920年アントワープオリンピックの2大会で実施されたが、今大会より冬季オリンピックの正式種目となった。

## メダル
| メダル | 選手名                                        | 競技               | 種目         |
| ------ | --------------------------------------------- | ------------------ | ------------ |
| 金     | ヘルマ・サボー                                | フィギュアスケート | 女子シングル |
| 金     | ヘレーネ・エンゲルマン アルフレート・ベルガー | フィギュアスケート | ペア         |
| 銀     | ウィリー・ベックル                            | フィギュアスケート | 男子シングル |